# One Avighna Park
One Avighna Park es rascacielos residencial de lujo de 64 pisos, ubicada en Parel Bombay, la capital del estado de Maharashtra (India). Este edificio fue inaugurado en 2017 y hasta 2019 fue el más alto de la ciudad, pero en 2020 se coronoran varios edificios que superan su altura de 260 metros, por lo que en la actualidad es el séptimo edificio más alto de Mumbai y el octavo más alto de India. Fue diseñado en estilo posmodernista por el estudio de arquitectura Vivek Bhole Architect Pvt. Ltd.